# Luisa-María Linares
Luisa-María Linares (Madrid, España, 7 de septiembre de 1912-Estoril, Portugal, 12 de septiembre de 1986) fue una escritora española que escribió, entre 1939 y 1983, 32 novelas rosas o románticas y de aventura, ampliamente reeditadas y traducidas y que fueron adaptadas cinematográficamente en más de una veintena de ocasiones en distintos países. Era hermana de la también novelista Concha Linares-Becerra e hija del dramaturgo Luis Linares Becerra, primo de Manuel Linares Rivas.

## Biografía
Luisa María Linares-Becerra y Martín nació el 7 de septiembre de 1912 en Madrid, España, hija de Luis Linares Becerra, un dramaturgo, periodista e inspector de enseñanza, y María Concepción Martín de Eugenio Tarrida. Tenía dos hermanas; María Concepción y María del Carmen. Cursó estudios en el colegio de la Alianza Francesa, estudiando el bachillerato en francés, además de estudiar otros idiomas más adelante. Su padre falleció en 1931. Su hermana María Concepción comenzó a publicar novelas rosas como Concha Linares-Becerra.
Con 15 años se enamoró de un oficial de la marina, Antonio Carbó y Ortiz-Repiso, con quien se casó al cumplir la mayoría de edad a los 21, en septiembre de 1933. Tuvieron dos hijas María Luisa y María Concepción. Su marido fue ejecutado el 14 de agosto de 1936 en el destructor "Almirante Valdés". De regreso al hogar materno, comenzó a escribir para revistas. En 1939 coincidiendo con el fin de la Guerra Civil Española, publicó sus primeras novelas que combinan romance y aventuras, y podían fácilmente adaptarse al teatro o al cine. Al año siguiente le ofrecieron adaptar su novela En poder de Barba Azul, la que fue primera de una veintena de adaptaciones cinematográficas. Algunas de sus obras fueron adaptadas en Francia, dónde gozó de un gran éxito. Además colaboró en la adaptación de sus novelas al teatro junto a Daniel España.
A pesar de su éxito internacional, siempre se quejó de ser encasillada junto a su hermana en la denominada novela rosa, término que nunca le gustó, y que consideraba creado para desprestigiar a las autoras y literatura preferida por las mujeres.

(El término novela rosa) "Es un invento, que se hizo en España para desprestigiar a unos cuantos autores. En todo caso, la novela rosa sería todo el cine norteamericano hasta hace quince años."
María-Luisa Linares

"En treinta y dos libros que tengo escritos, no he tocado la política para nada. El público no tiene interés ninguno en saber tus ideas políticas. El lector va buscando una novela que le guste y en mí encuentra la alegría de vivir, el optimismo y la paz espiritual."
María-Luisa Linares

Luisa María Linares falleció el 12 de septiembre de 1986 en Estoril, Portugal y fue enterrada en su Madrid natal.

## Obra

### Novelas individuales
- En poder de Barba Azul	(1939)
- Escuela para nuevos ricos	(1939)
- Mi enemigo y yo	(1939)
- Un marido a precio fijo	(1940)
- Doce lunas de miel	(1941)
- Tuvo la culpa Adán	(1942)
- Una aventura de película	(1942)
- La vida empieza a medianoche	(1943)
- Mi novio el emperador	(1943)
- Imposible para una solterona	(1945)
- Napoleón llega en el "Clipper"	(1945)
- Salomé la magnífica	(1946)
- Esta semana me llamo Cleopatra	(1949)
- Socios para la aventura	(1950)
- Soy la otra mujer	(1950)
- Cada día tiene su secreto	(1951)
- Sólo volaré contigo	(1952)
- Apasionadamente infiel	(1955)
- Esta noche volveré tarde	(1958)
- Casi siempre te adoro	(1959)
- Mis cien últimos amores	(1963)
- Juan a las ocho, Pablo a las diez	(1964)
- De noche soy indiscreta	(1965)
- No digas lo que hice ayer	(1969)
- Esconde la llave de esa puerta	(1974)
- Mi hombre en Ginebra	(1977)
- Vivimos juntos	(1981)
- Ponga un tigre en su cama	(1983)

### Novelas en antologías
- Una aventura de película + («Ojos azules» + Una noche en la gran ciudad) (1943)[5]
- La calle desconocida + (Regalo de Navidad + Lina es una aventurera) (1945)
- Hay otros hombres (Siete novelas cortas) (1953)
- Como casarse con un primer ministro y otras narraciones + (Lusitania Express + Vacaciones al sol + Bajo el signo del miedo) (1955)[6]
- Prueba suerte otra vez + Absolutamente libre + El séptimo cielo (1979)

## Adaptaciones cinematográficas
- En poder de Barba Azul (1940) (novela En poder de Barba Azul)
- Barbablù (1941) (novela En poder de Barba Azul)
- Un marido a precio fijo (1942) (novela Un marido a precio fijo)
- Mi enemigo y yo (1943) (novela Mi enemigo y yo)
- Tuvo la culpa Adán (1943) (novela Tuvo la culpa Adán)
- Doce lunas de miel (1944) (novela Doce lunas de miel)
- La vida empieza a medianoche (1944) (novela La vida empieza a medianoche)
- Te quiero para mí (1944) (novela Mi novio el emperador)
- Ni tuyo, ni mío (1944) (novela Una aventura de película)
- El misterioso viajero del Clipper (1945) (novela Napoleón llega en el "Clipper")
- Me lo dijo Adela: Necesita un marido (1955) (novela Un marido a precio fijo)
- Mi desconocida esposa (1958) (novela La vida empieza a medianoche)
- Socios para la aventura (1958) (novela Socios para la aventura)
- C'est la faute d'Adam (1958) (novela Tuvo la culpa Adán)
- Chaque jour a son secret (1958) (novela Cada día tiene su secreto)
- Detective con faldas (1961) (novela Napoleón llega en el "Clipper")
- Romance en Puerto Rico (1962) (novela En poder de Barba Azul)
- Comment épouser un premier ministre (1964) (novela Cómo casarse con un Primer Ministro)
- L'autre femme (1965) (novela Soy la otra mujer)
- Comment ne pas épouser un milliardaire (1966) (novela En poder de Barba Azul)
- La vie commence à minuit (1967) (novela La vida empieza a medianoche)
- La muerte llama a las 10 (1974) (novela Juan a las ocho, Pablo a las diez)
- Imposible para una solterona (1975) (novela Imposible para una solterona)